# Vídeňský Wiesenthalův institut pro výzkum holocaustu

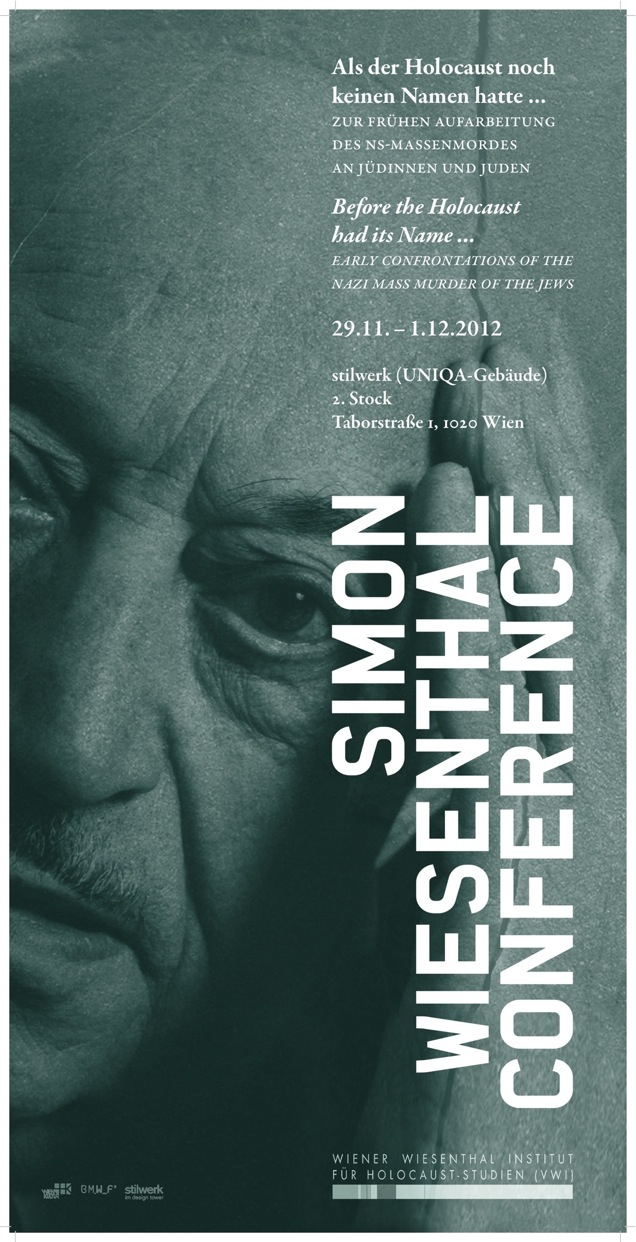
Plakát wiesenthalovské konference

Vídeňský Wiesenthalův institut pro výzkum holocaustu, anglicky Vienna Wiesenthal Institute for Holocaust Studies (VWI) je výzkumné středisko, zabývající se výzkumem a dokumentací jakož i zprostředkováním všech aspektů týkajících se antisemitismu, rasismu a holocaustu, s ohledem na jejich vznik a následky. Na vypracování konceptu ústavu se podílel Simon Wiesenthal spolu s vědci jak z Rakouska, tak i ze zahraničí. Ústav se nachází ve Vídni a je financován městem Vídeň a Spolkovým ministerstvem pro vědu, výzkum a hospodářství.

## Vznik ústavu
Simon Wiesenthal chtěl v posledních letech života zajistit přístup ke svému archivu pro vědecký výzkum a položit základ pro studium holocaustu ve Vídni. Poté, co se na něj obrátily Židovská obec ve Vídni (Israelitische Kultusgemeinde in Wien, IKG), spolu s ve Vídni činnými vědeckými institucemi s návrhem založit Středisko pro výzkum šoa, se Wiesenthal v období před svým úmrtím v roce 2005 osobně angažoval – ve spolupráci s rakouskými a zahraničními vědci – na vypracování konceptu budoucího institutu.
VWI byl založen v roce 2009 a od roku 2012 je v plném provozu. Na podzim 2016 se přestěhoval do nových kancelářských prostor.

## Organizace
Orgány podporující VWI tvoří sdružení sestávající z následujících institucí:
Židovská obec Vídně (Israelitische Kultusgemeinde Wien, IKG), Dokumentační středisko Spolku židovských obětí nacistického režimu  (Dokumentationszentrum des Bundes Jüdischer Verfolgter des Naziregimes, BJVN), Dokumentační archiv rakouského odboje (Dokumentationsarchiv des österreichischen Widerstandes, DÖW), Ústav soudobých dějin na Univerzitě Vídeň (Institut für Zeitgeschichte der Universität Wien), Židovské muzeum Vídeň (Jüdisches Museum Wien), Mezinárodní společenství paměti holocaustu (International Holocaust Remembrance Alliance, IHRA) a Středisko židovských kulturních dějin na Univerzitě v Salcburku (Zentrum für jüdische Kulturgeschichte, Universität Salzburg).
Představenstvo VWI je jmenováno členy tohoto podpůrného sdružení. Představenstvo je nejvyšší instancí s rozhodovací pravomocí ve všech organizačních záležitostech VWI.
Mezinárodní akademický poradní výbor je rozhodujícím aktérem ve všech akademických záležitostech. Poradní výbor sestává z nejméně dvanácti mezinárodně uznávaných expertů, z nichž musí alespoň devět být činných v zahraničí a ne víc než tři smí být z rakouských akademických institucí.  Dbá se zvlášť na to, aby výbor zůstal v interdisciplinárním složení.
Každodenní práci zajišťují ředitel institutu, vedoucí pro výzkumné programy a skupina spolupracovníků VWI, zodpovědných za knihovnu, archiv, publikace, kontakty s veřejností a sekretariát. Aktivity se dělí na tři hlavní kategorie: výzkum, dokumentace a vzdělávání, v jejichž rámci se institut zabývá všemi  záležitostmi týkajících se antisemitismu, rasismu a holocaustu, včetně jejich vzniku a následků.

## Hlavní aktivity
Výzkum ve VWI probíhá na mezinárodní a interdisciplinární úrovni. Na jedné straně jsou každoročně vypisována stipendia pro tzv. Senior, Research a Junior Fellows, zatímco na druhé straně jsou realizovány výzkumné projekty odlišných rozměrů iniciované VWI. Různé projekty zabývající se dějinami antisemitismu a holocaustu byly již vypracovány a jsou ve stádiu výzkumu, nebo se nacházejí ve stavu podání žádosti.
Od podzimu 2012 je institut každoročně hostitelem dvou tzv. senior fellows, dvou research fellows a čtyř junior fellows. Stipendia se vypisují všeobecně na konci kalendářního roku. O udělení stipendií pak rozhoduje každoročně na jaře subkomise Akademického poradního sboru a vědecky činní členové VWI.
Archiv VWI – sestávající z podkladů archivu Simona Wiesenthala a materialů archivu Židovské obce souvisejících s holocaustem – jakož i soustavně rostoucí vědecká knihovna jsou koncipovány tak, aby vyhovovaly dokumentačním cílům institutu, zatímco akademické aktivity – jako přednášky, konference, workshopy a akce ve veřejném prostoru – mají poskytovat a zprostředkovat informace a vzdělávání.
V elektronickém vědeckém časopisu institutu S:I.M.O.N. - Shoah: Intervention. Methods. DocumentatiON. se zveřejňují manuskripty přednášek Simon Wiesenthal Lectures, Working Papers stipendistů a články vybrané redakčním výborem. Knižní řady VWI vycházejí ve vídeňském nakladatelství "new academic press". Jednou za rok poskytuje v němčině publikovaný informační bulletin VWI "VWI im Fokus" zprávy o nadcházejících akcích a aktivitách.

## Akce
VWI pořádá pro dosažení svých cílů různé typy veřejných akcí pro prohloubení připomínání šoa.
"Simon Wiesenthal Lectures" [Přednášky Simona Wiesenthala], které se mezitím staly charakteristickým znakem aktivit VWI, mají za cíl přiblížit výzkum holocaustu širšímu publiku prostřednictvím renomovaných zahraničních vědců. VWI organizuje na konci roku každoroční "Simon Wiesenthal Conference" [Konferenci Simona Wiesenthala], zatímco na začátku léta pořádá malý workshop za účelem projednání nejnovějšího vývoje na poli studia holocaustu. Řada "VWI-Visuals" chce širšímu publiku představit neznámé nebo zapomenuté filmové klenoty zobrazující holocaust ve vizuálních mediích.
Akce ve veřejné sféře mají za cíl podpořit vzpomínku na jednotlivé události inovativními a někdy provokativními i nekonvenčními metodami.